# Казе Форнари (Вербано-Кузио-Осола)
Казе Форнари је насеље у Италији у округу Вербано-Кузио-Осола, региону Пијемонт.
Према процени из 2011. у насељу је живело 3 становника. Насеље се налази на надморској висини од 589 м.